# NUGENIA

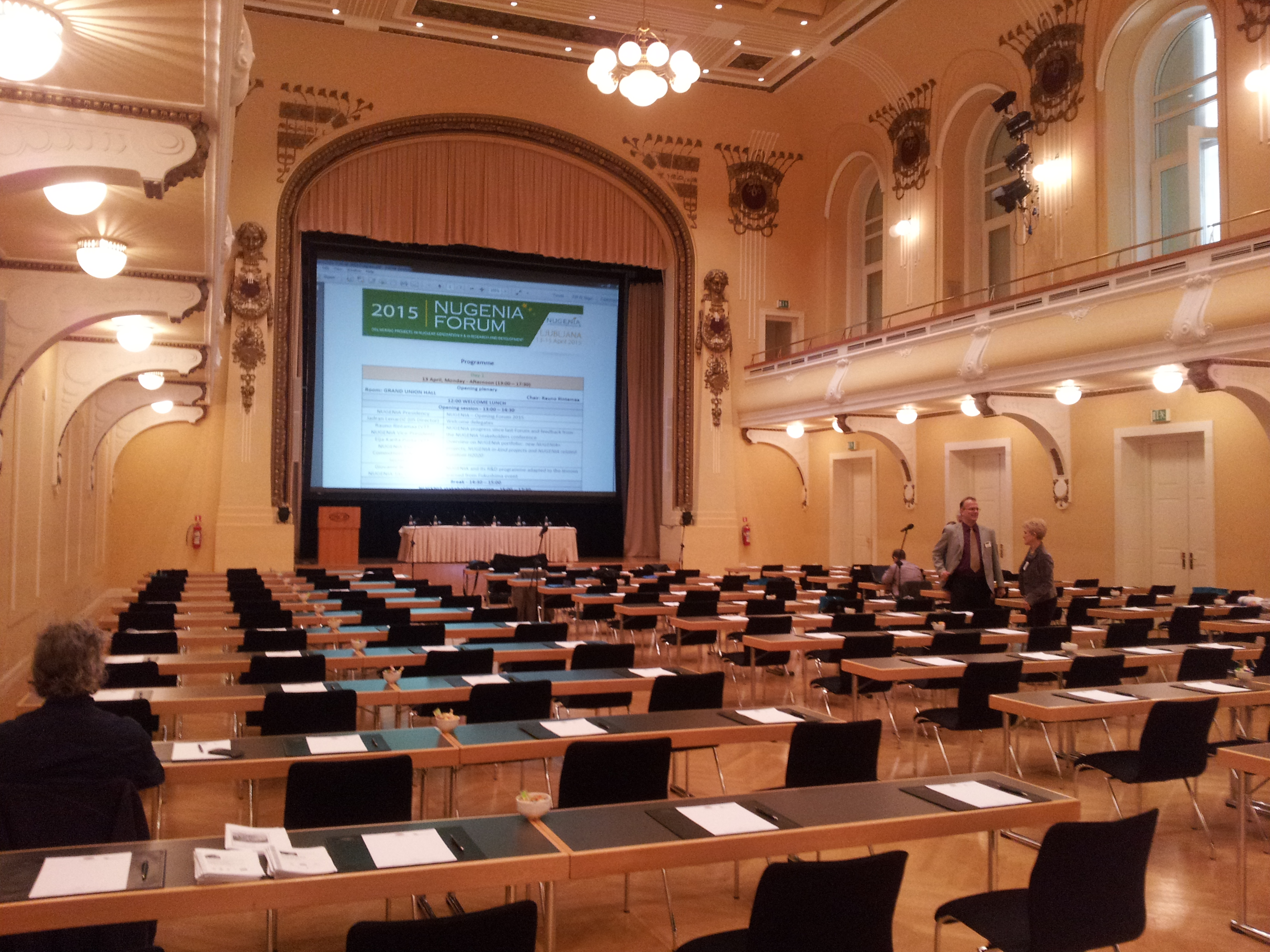
Nugenia: Forum 2015 v Ljubljani – příprava plenárního zasedání

NUGENIA (NUclear GENeration II. and III.Association) je asociace založená v roce 2011 za účelem podpory bezpečnosti, spolehlivosti a efektivity provozování jaderných elektráren 2. a 3. generace. Sdružuje výzkumné organizace, provozovatele elektráren, průmyslové subjekty, organizace podporující státní dozorové orgány (Technical Support Organizations, TSO), vysoké školy a malé organizace typu "Small & Medium Enterprise" (SME). Již v roce 2015 překročil počet řádných členů asociace hranici 100 – navíc má asociace NUGENIA několik čestných členů jako Evropská komise, PNB a americký Electric Power Research Institute.
NUGENIA navazuje na projekty Evropské komise NULIFE a SARNET, a na první za 3 pilířů SNETP: Technology Working Group Gen II & III. V současnosti tvoří NUGENIA jeden ze tří pilířů SNETP – dalšími jsou ESNII (European Sustainable Nuclear Industrial Initiative) a NC2I (Nuclear Cogeneration Industrial Initiative). Hlavní orgány asociace NUGENIA jsou: Valné shromáždění (General Assebmly), Výkonný výbor (Executive Commettee, ExCom), vedení Technických oblastí (Technical Areas) a sekretariát. Mezi nejdůležitější setkání asociace patří Fórum (každoročně na jaře, 200-300 účastníků), Valné shromáždění (každoročně), zasedání výboru ExCom (perioda 1-2 měsíce) a dále schůzky Technických oblastí (TA).
Mezi důležité dokumenty asociace NUGENIA patří vedle Stanov asociace dále NUGENIA Roadmap a NUGENIA Global Vision. Dále je vhodné zmínit dokumenty SNETP: Strategic Research and Innovation Agenda (SRIA) a Deployment Strategy.
Další informace ke struktuře a činnosti asociace NUGENIA je možné najít na webu www.nugenia.org. Po registraci pak jsou v sekci “Members Area” dostupné i protokoly ze všech setkání Nugenia: ročního plenárního zasedání (Forum), Valné hromady (General Assembly), výkonného výboru (ExCom), sekretariátu, seznamy zapojených organizací i členů aj. Dále je po registraci do asociace Nugenia pro členy dostupná webová platforma NOIP (Nugenia Open Innovation Platform), kde se lze účastnit navrhování a přípravy projektů.

## Popis
Nugenia je rozdělena na 8 hlavních technických oblastí (Technical Areas, TA):
- TA 1. Hodnocení bezpečnosti a rizik elektrárny (Plant safety and risk assessment)
- TA 2. Těžké havárie (Severe accidents)
- TA 3. Provoz aktivní zóny a reaktoru (Core and reactor performance)
- TA 4. Posouzení integrity a stárnutí systému, zařízení a komponent (Integrity assessment and ageing of systems, structures and components)
- TA 5. Palivo, zacházení s odpadem a demontáž zařízení (Fuel, waste management and dismantling)
- TA 6. Innovativní design JE III. generace (Innovative Gen III design)
- TA 7. Harmonizace (Harmonization)
- TA 8. Inspekce za provozu a kvalifikace (In service inspection and qualification)

Asociace NUGENIA je neziskové sdružení založené podle belgického práva 1921 a její oficiální sídlo je v Bruselu na této adrese: NUGENIA Secretariat, c/o EDF, avenue des Arts, 53, B – 1000.